# Dham Ceukok
Dham Ceukok is een bestuurslaag in het regentschap Aceh Besar van de provincie Atjeh, Indonesië. Dham Ceukok telt 566 inwoners (volkstelling 2010).